# Арінь (Бакеу)
Арінь, Аріні (рум. Arini) — село у повіті Бакеу в Румунії. Входить до складу комуни Гейчана.
Село розташоване на відстані 228 км на північ від Бухареста, 32 км на південний схід від Бакеу, 94 км на південь від Ясс, 121 км на північний захід від Галаца, 144 км на північний схід від Брашова.

## Населення
За даними перепису населення 2002 року у селі проживали 1344 особи. Рідною мовою 1340 осіб (99,7%) назвали румунську.
Національний склад населення села:
| Національність | Кількість осіб | Відсоток |
| -------------- | -------------- | -------- |
| румуни         | 1335           | 99,3%    |
| чанго          | 5              | 0,4%     |